# Tom Clancy's The Division Heartland
Tom Clancy's The Division Heartland là một trò chơi hành động bắn súng góc nhìn thứ ba miễn phí sắp ra mắt được phát triển bởi Red Storm Entertainment và được xuất bản bởi Ubisoft. Nó là một phần game spin-off độc lập lấy bối cảnh trong vũ trụ The Division. Heartland sẽ được phát hành cho Microsoft Windows, PlayStation 4, PlayStation 5, Xbox One, Xbox Series X/S và Amazon Luna.

## Lối chơi
Không giống như hai trò chơi đầu tiên trong sê-ri, Heartland lấy bối cảnh ở Silver Creek, một thị trấn nông thôn ở Tây Bắc Hoa Kỳ. Người chơi một lần nữa đảm nhận vai một đặc vụ từ tổ chức Division. Trò chơi có hai chế độ chính. Chế độ đầu tiên được gọi là "Chiến dịch Bão tố" (Storm Operations), đây là chế độ giữa người chơi người với người đấu với nhau và đấu với kẻ thù trong game, chế độ này có thể hỗ trợ tối đa 45 người chơi. Trong chế độ này, người chơi phải chống lại các đặc vụ từ một phe phái lưu manh được gọi là Kền kền (Vultures) trong khi vừa cố gắng sinh tồn sau một cuộc phát tán virus. Chế độ thứ hai được đặt tên là Chiến dịch Du ngoạn (Excursion Operations), đây là chế độ người chơi đấu với các kẻ thù trong game, trong đó người chơi có thể hoàn thành nhiệm vụ và thu thập các trang bị. Khi mới ra mắt, trò chơi có ba lớp nhân vật và sáu nhân vật có thể chơi được.
Ngoài ra, trò chơi tích hợp các yếu tố từ các trò chơi sinh tồn. Ví dụ, người chơi cần quản lý mức độ cung cấp nước. Contamination Zones (Khu vực Ô Nhiễm) thay thế Dark Zones (Khu vực Tối Tăm) trong các phiên bản trò chơi trước. Vị trí của các Contamination Zones trong trò chơi luôn thay đổi. Người chơi cần sử dụng bộ lọc hô hấp để tiếp cận các khu vực này, nhưng phần thưởng mà họ sẽ nhận được sẽ có giá trị hơn nhiều. Trò chơi cũng có chu kỳ ngày đêm. AI của kẻ thù trong trò chơi sẽ cảnh giác hơn vào ban đêm.

## Phát triển
Red Storm Entertainment lãnh đạo quá trình phát triển tựa game này, trong khi RedLynx và Ubisoft Romania hỗ trợ công việc. Theo giám đốc sáng tạo của trò chơi Keith Edwards, Heartland sẽ có "lối chơi sinh tồn đơn giản hóa". Trò chơi được công bố chính thức vào tháng 5 năm 2021. Ban đầu dự kiến phát hành vào năm 2021 hoặc 2022, hiện nay trò chơi hiện được lên kế hoạch phát hành vào năm 2022 hoặc 2023 cho Windows PC, PlayStation 4, PlayStation 5, Xbox One và Xbox Series X và Series S. Bản beta mở sẽ được phát hành trước khi trò chơi ra mắt chính thức.